# Chiesa della Madonna delle Grazie (Santa Maria Coghinas)

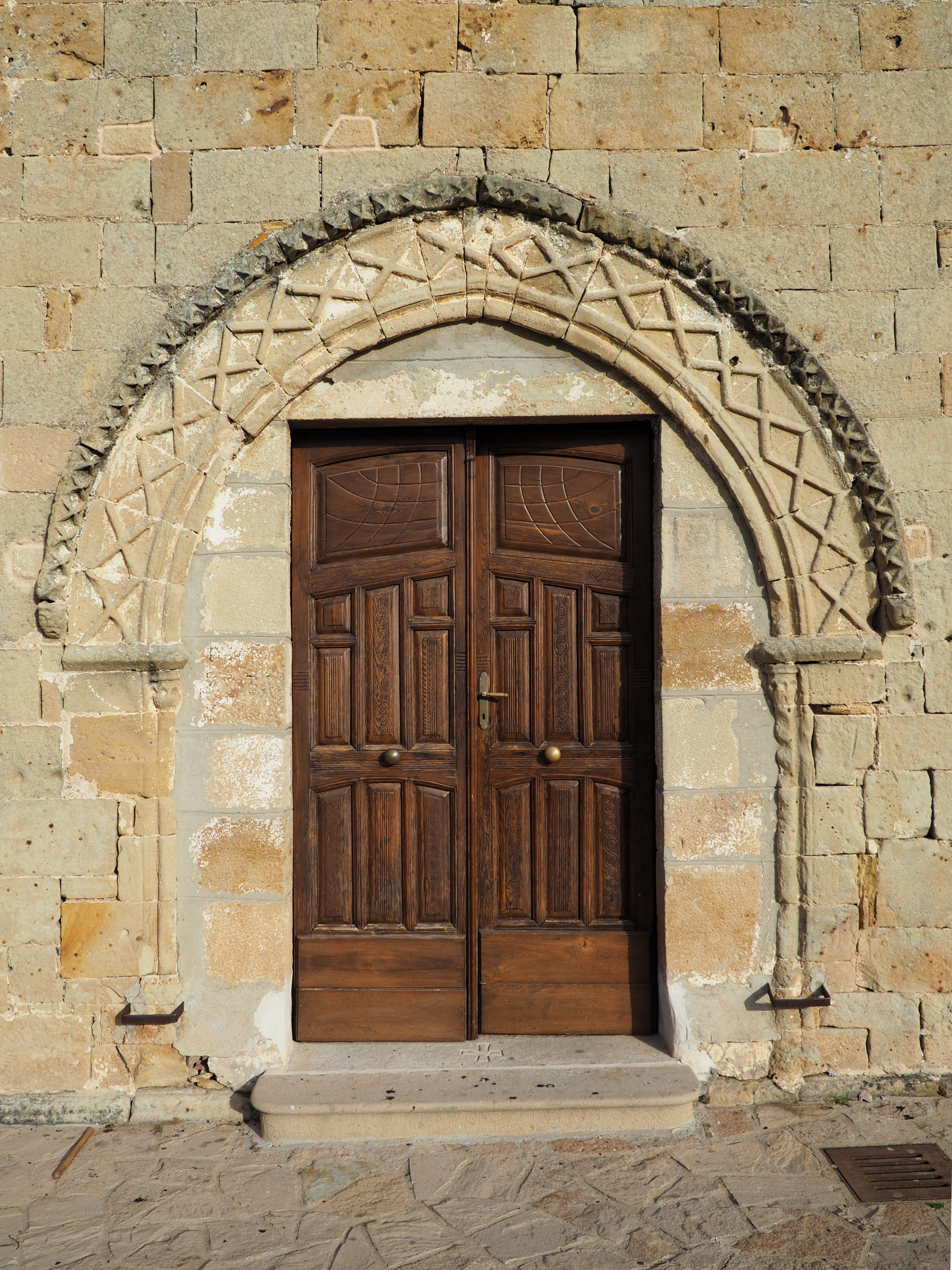
Dettaglio del portale

La chiesa parrocchiale della Madonna delle Grazie è un edificio religioso del comune di Santa Maria Coghinas, della provincia di Sassari.

Venne costruita in pietra arenaria nella seconda metà del XII secolo. Nel XIV secolo venne rifatta la facciata e nel corso dei tempi venne restaurata più volte fino a mostrarsi come è ora.
Ha un'unica navata con facciata a spioventi piene di decorazioni.